# Tratatul de la Belgrad
Tratatul de la Belgrad a fost un tratat de pace semnat la 18 septembrie 1739, în Belgrad (Serbia), între Imperiul Otoman și Imperiul Habsburgic. Astfel se punea capăt conflictului care durase timp de patru ani (1735-1739), în care Habsburgii, împreună cu Imperiul Rus au luptat împotriva otomanilor.

## Tratat
Prin acest tratat, Habsburgii cedau otomanilor nordul Serbiei (incluzând Belgradul), iar Valahiei (controlată de otomani) Banatul Craiovei (Oltenia austriacă), teritoriu câștigat în 1718 prin Tratatul de la Passarowitz, stabilind linia de demarcație de-a lungul râurilor Sava și Dunăre.
Retragerea habsburgică a forțat Rusia să accepte pacea prin Tratatul de la Niš, ce punea astfel capăt războiului ruso-turc, obținând însă permisiunea de a construi un port la Marea Azov, dorință mai veche a ei.
Tratatul de la Belgrad a pus capăt efectiv autonomiei Regatului Serbiei care exista din 1718. Acest teritoriu va aștepta următorul război Habsburg-Otoman pentru a fi inclus din nou temporar în Monarhia Habsburgică în 1788 cu ajutorul lui Koča Anđelković.
Tratatul este, de asemenea, remarcabil pentru faptul că este unul dintre ultimele tratate internaționale care au fost scrise în latină.